# كاتدرائية الثالوث (سمارا)
كاتدرائية الثالوث بسمارا (بالإنجليزية: Trinity Cathedral, Samar، بالأوكرانية: Самарська ,Троїцький собор) هي كنيسة ومعلم معماري في سمارا، أوكرانيا. تم بناؤها في 1772-1781 من الخشب.
تتميز كاتدرائية الثالوث من حيث بنائها وتكوينها بين الكنائس الخشبية في أوكرانيا، فهي الكنيسة الخشبية الوحيدة الباقية؛ التي لها تسع قباب في البلد.

## التاريخ
يتآلف المبنى من بنية متناسقة من تسع قباب، تقع القبة الأطول في الوسط، وأربع قباب أقل ناحية الاتجاهات الأساسية، إضافة إلى أربع قباب أقل بين القباب الخمس السابقة.
تم تجديد كاتدرائية الثالوث في 1830. في عامي 1887-1888، أعيد بناؤها وفقًا للطراز القديم مع بعض التغييرات.خلال الفترة السوفيتية، تم استخدام الكاتدرائية كمخزن.
اعتبارًا من 2012، أصبحت الكاتدرائية بحاجة إلى التجديد، حيث لم يتم تجديدها لمدة تزيد عن 130 عامًا. بدأت أعمال الترميم في أغسطس 2012.
خضع المبنى أيضا لعملية ترميم أخرى في 2021.

## معرض

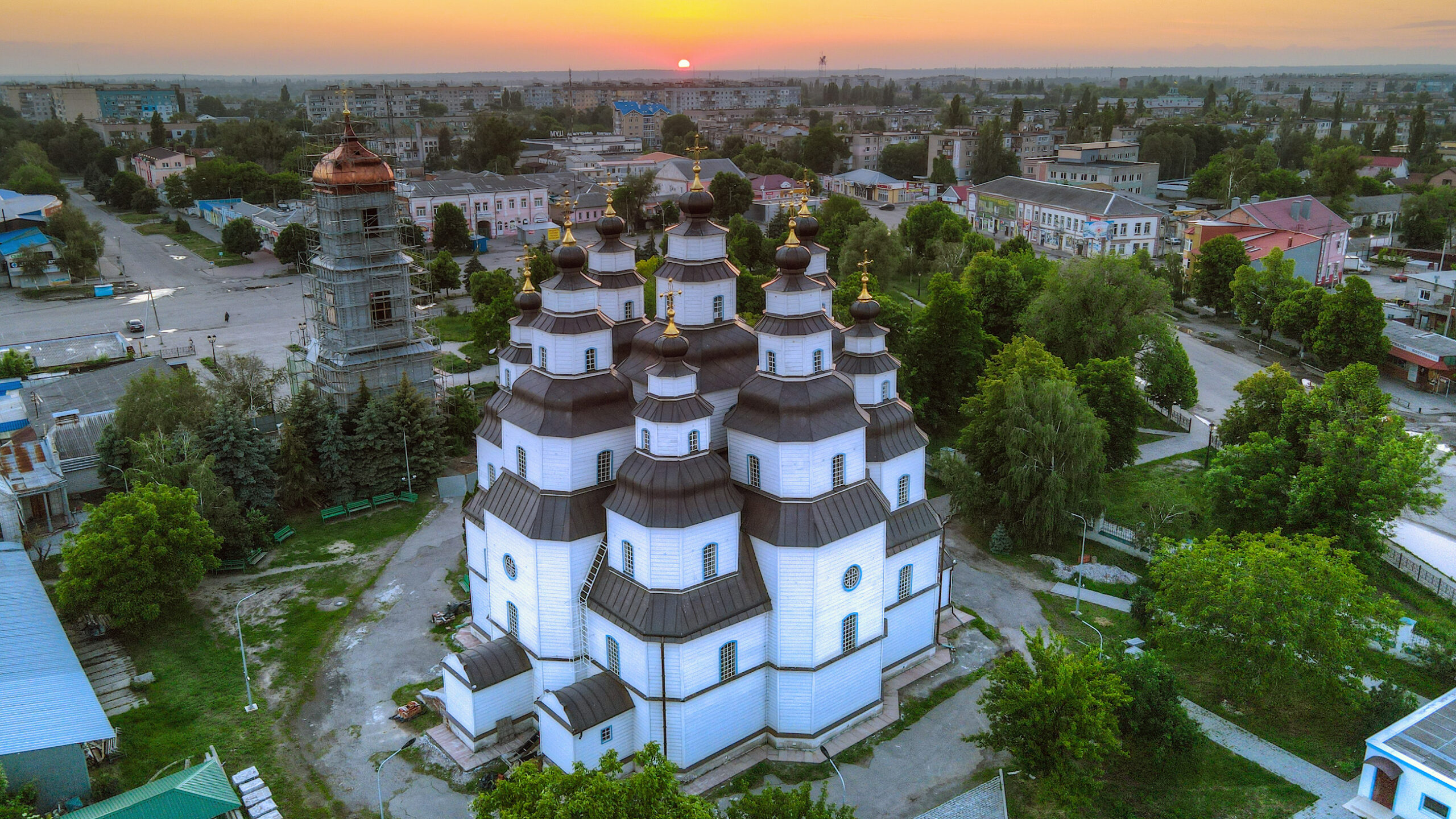
منظر جوي للكاتدرائية
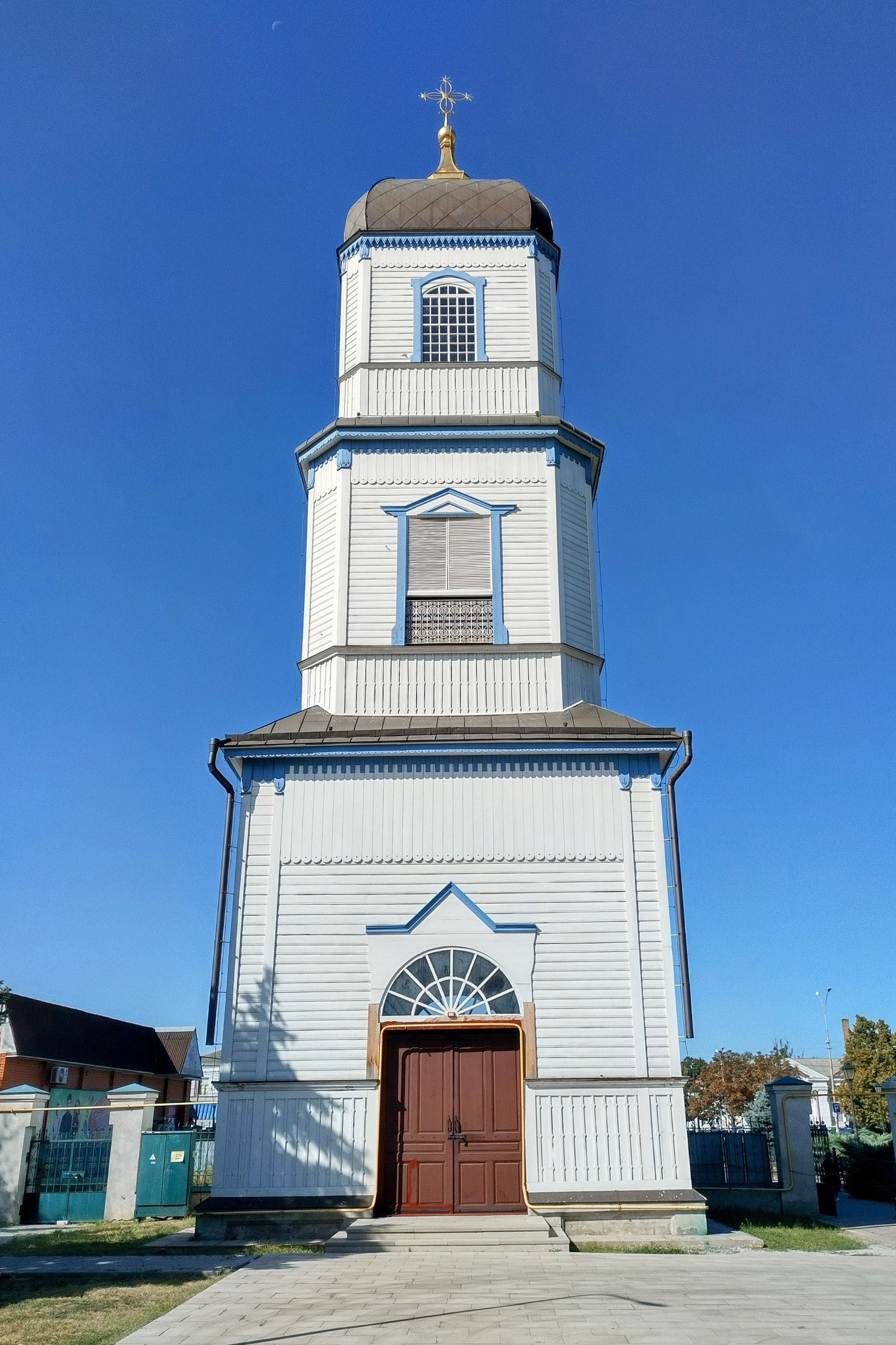
برج الجرس
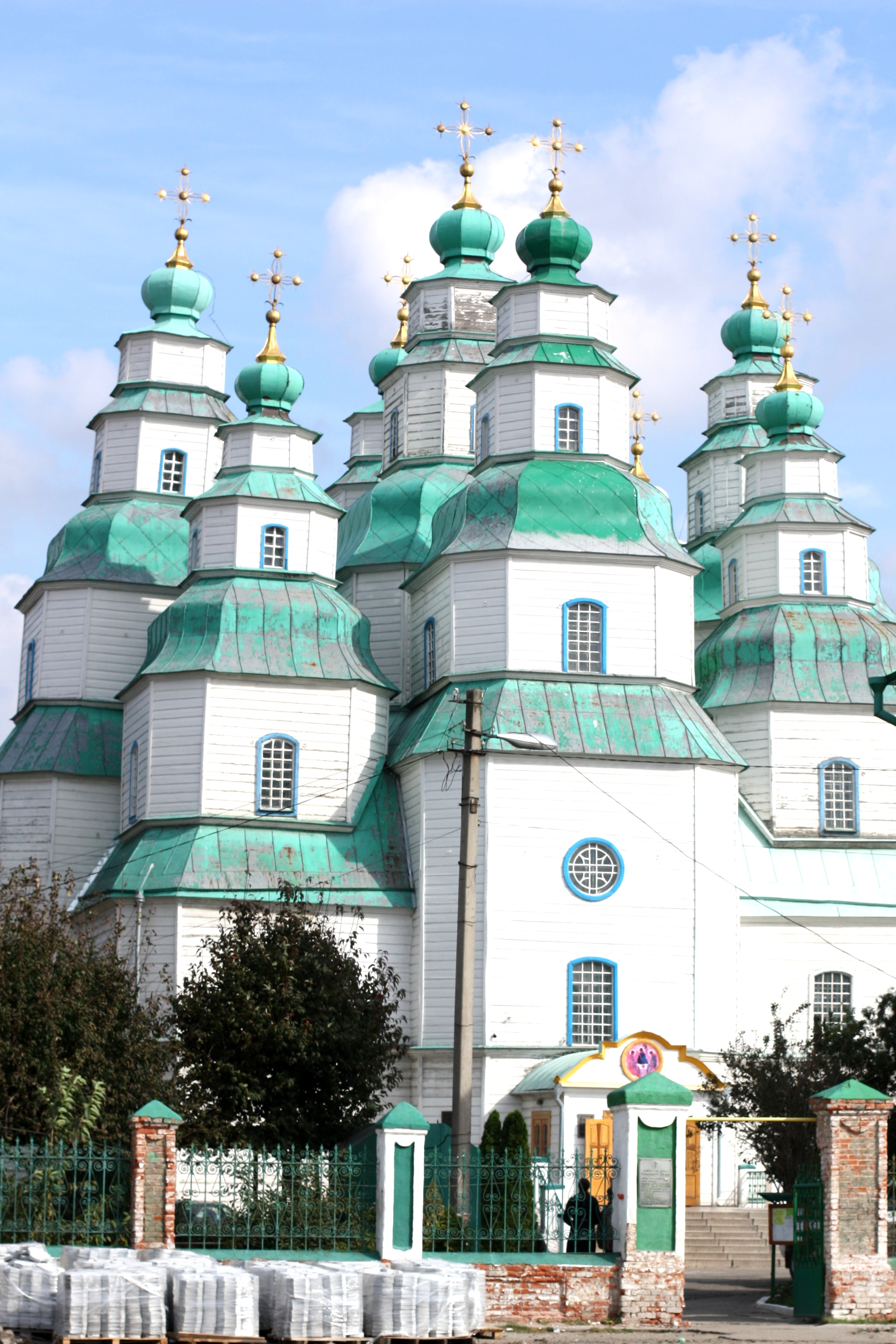
الكاتدرائية في 2012
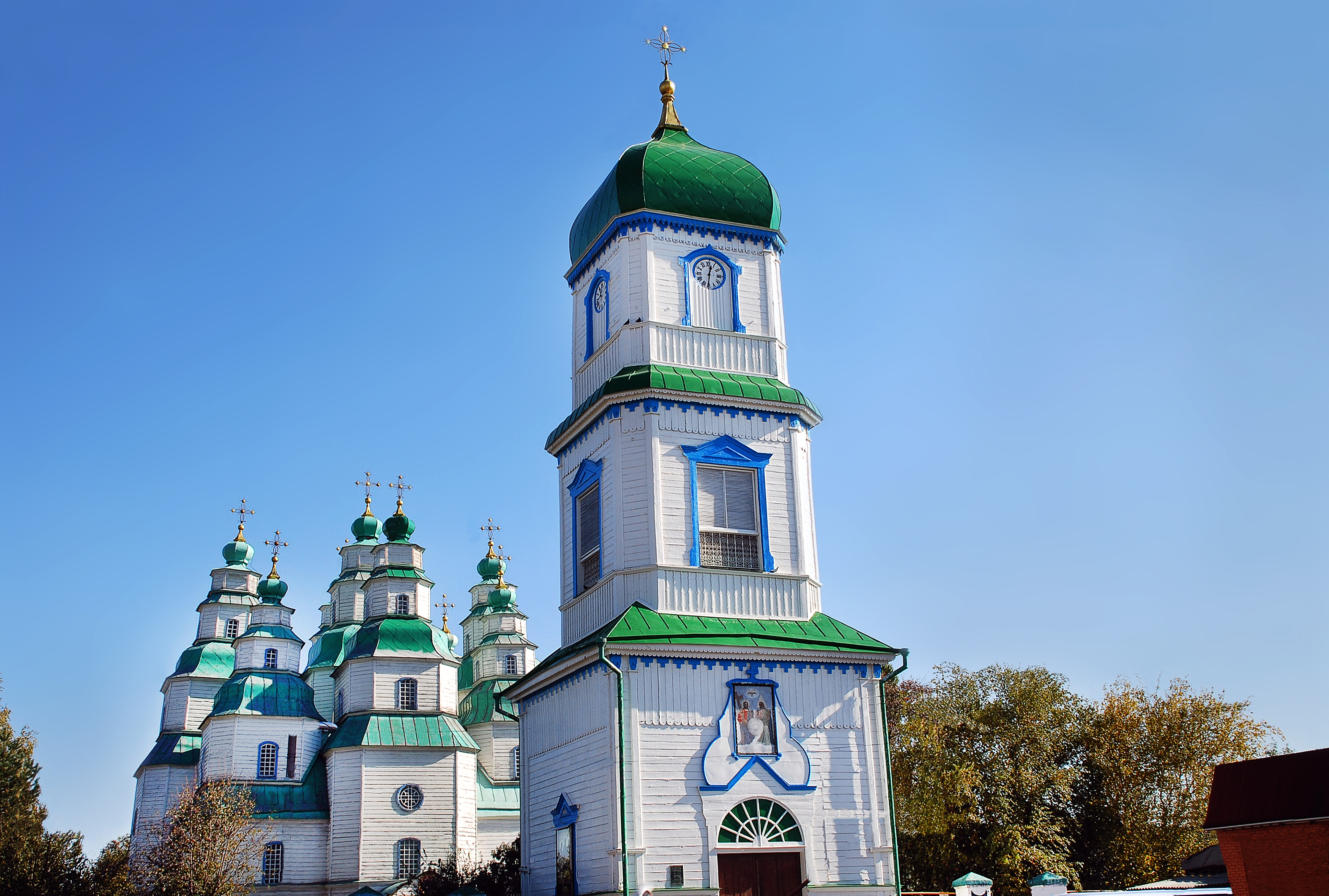
الكاتدرائية وبرج الجرس في 2010
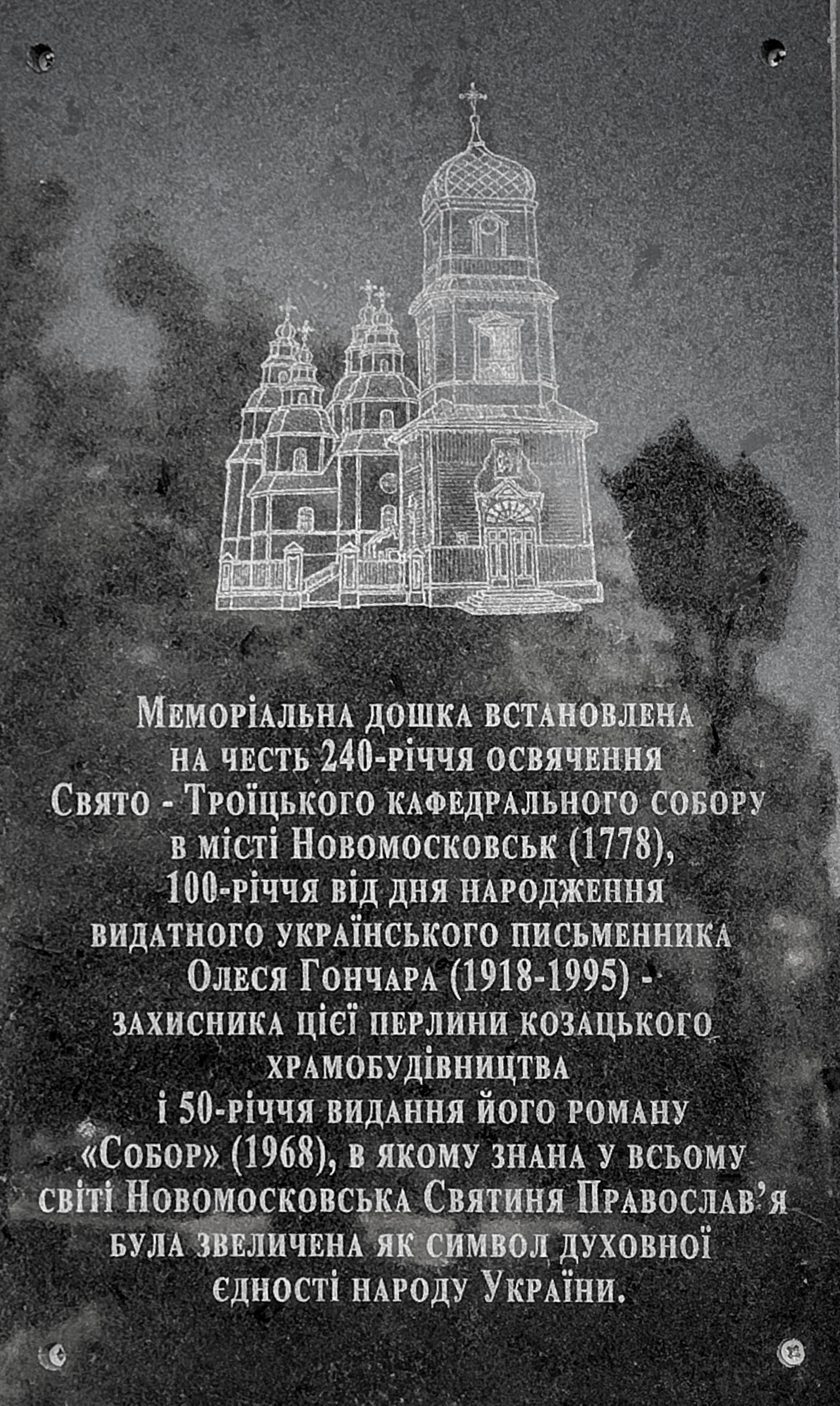
لوحة تذكارية بمناسبة الذكرى الـ 240 لتكريس الكاتدرائية
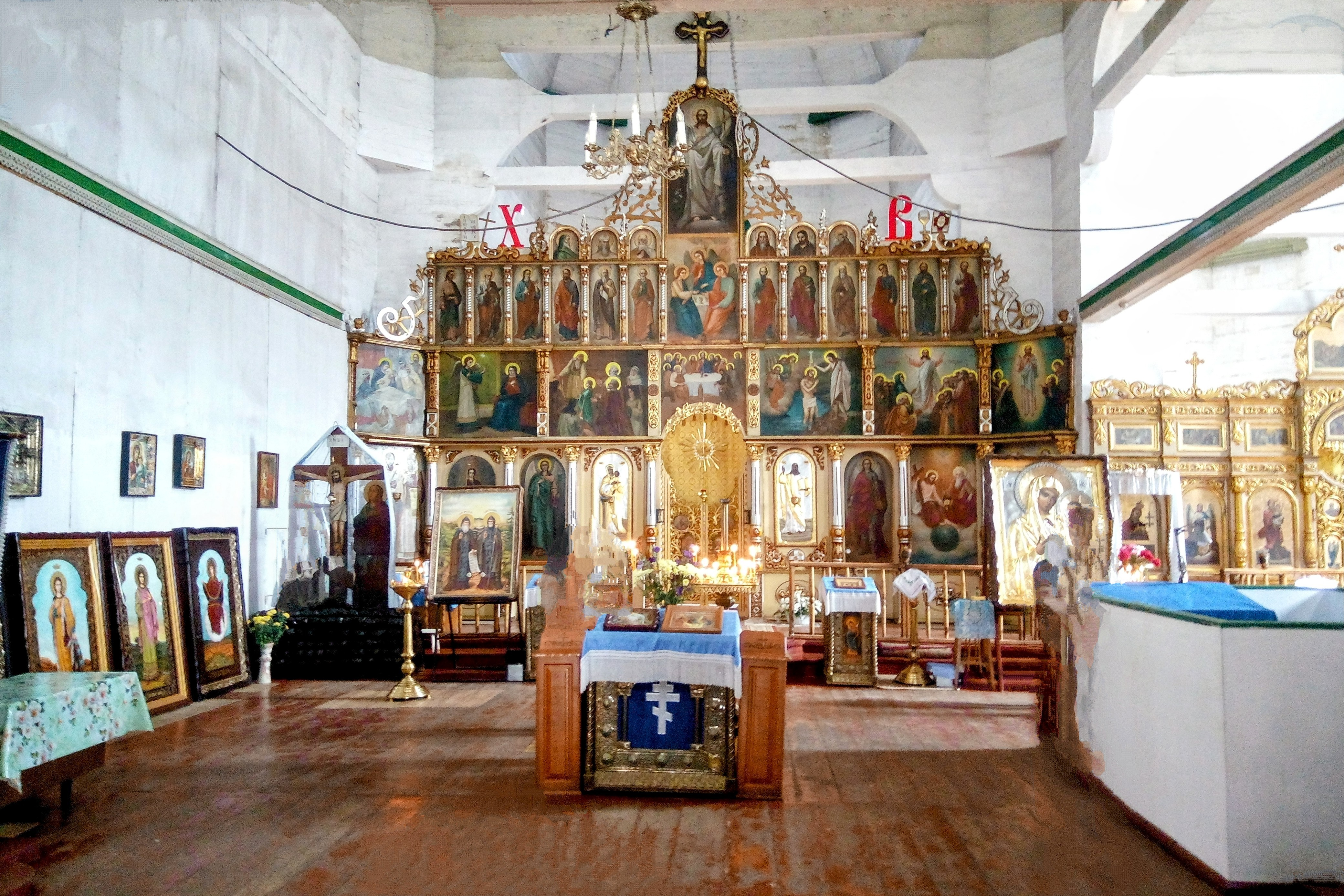
الصورة الداخلية خلال الترميم